# Листи до М. 5
«Листи до М. 5» (пол. «Listy do M. 5») — польська романтична комедія 2022 року режисера Лукаша Яворського. Фільм є продовженням фільму 2020 року «Листи до М. 4» режисера Патріка Йокі. Прем'єра фільму назначена на 4 листопада 2022 року.

## Сюжет
Як завжди, у Мела нічого не виходить. Збіг обставин робить його героєм проти власної волі, і його не завжди кришталевий характер знову піддається випробуванню. Войцех, який не відчуває всюдисущої радісної атмосфери, зустрічає на своєму шляху того, хто змінить його різдвяні плани. Натомість Карина і Степан вступають у боротьбу за спадщину, яка може розділити навіть найближчих. Вони дізнаються, чи справді сім'я добре виглядає лише на фотографіях.

## У ролях
| Актор                 | Роль             |
| --------------------- | ---------------- |
| Томаш Каролак         | Мельхіор "Мел"   |
| Пйотр Адамчик         | Степан Лісецький |
| Агнешка Дигант        | Карина Лісецька  |
| Войцех Малайкат       | Войцех Камінські |
| Януш Хабіор           | Лучек            |
| Марія Дебська         | Майка            |
| Александра Поплавська | Анна             |
| Матеуш Банасюк        | Пшемек           |
| Бартоломей Кочедов    | Деміан           |
| Маріанна Зидек        | Лена             |
| Ян Пешек              | дядько Моріс     |
| Яцек Борусінський     | "Паташон"        |
| Станіслава Целінська  | Стася            |
| Міхал Чернецький      | Лукаш            |